# 20814 Laurajones
20814 Laurajones è un asteroide della fascia principale. Scoperto nel 2000, presenta un'orbita caratterizzata da un semiasse maggiore pari a 2,9715096 UA e da un'eccentricità di 0,0933268, inclinata di 9,20571° rispetto all'eclittica.